# Bård Guttormsson
Bård Guttormsson (c. 1150 - 1194) fue un noble noruego de Rein, Rissa, Sør-Trøndelag, caudillo de la facción de los birkebeiner durante el periodo de las guerras civiles noruegas. Era hijo del lendmann Guttorm Åsulvsson de Rein, en Trøndelag y Sigrid Torkjelsdotter (n. 1074).

## Biografía
Bård pertenecía a una antigua estirpe de nobles noruegos que se remonta a la Era vikinga y las sagas nórdicas lo relacionan con figuras prominentes como Sigurd Syr, Skule Tostesson, Torberg Arnesson, Tord Foleson, Erling Skjalgsson, Einar Tambarskjelve y Håkon Grjotgardsson. Böglunga sögur cita:
«Él era muy rico, de buena presencia, hombre tranquilo y se mantuvo así.»
En la saga de Sverre se le menciona con regularidad, donde se interpreta que no había un solo asunto personal que no prestase atención. Fue quien mató a Vidkun Erlingsson de los Bjarkøyætta.
Bård Guttormsson aparece mencionado por primera vez en las crónicas hacia 1181 cuando apoyó al rey Sverre y se convierte en el hombre más prominente de Noruega. De hecho el apoyo de Trøndelag se vio recompensado cuando Inge Bårdsson fue aceptado como rey descendiente de las viejas dinastías de los jarls de Lade y Einar Tambarskjelve. 
Cuando Bård enviudó de Ulvhild, la saga de Sverre menciona que se reunió con Cecilia Sigurdsdatter, hermana del rey, que había escapado de su marido Folkvid el lagman de Värmland. Sverre desesperado por conseguir el apoyo de Trøndelag, se jugó todo a una apuesta, declaró nulo el matrimonio y cedió la mano de su hermana a Bård. El matrimonio no fue buen visto por la Iglesia, la anulación no fue efectiva hasta 1184 por el arzobispo de Nidaros.
Murió en Bergen tras sufrir graves heridas en la batalla de Florvåg el 3 de abril de 1194.

## Herencia
Bård Guttormsson se casó en tres ocasiones:
- Ulvhild Pålsdatter (1153 - 1181), fruto de esa relación nació Sigrid Bårdsdatter (n. 1175), quien sería esposa de Jon Sigurdsson (Jon de Austrat, 1170 - 1213).
- Cecilie Sigurdsdatter (1154 - 1185), hija bastarda de Sigurd II de Noruega. Fruto de esa relación nació Inge II de Noruega.
- Ragnhild Erlingsdatter (n. 1150). Fruto de esa relación nacieron cinco hijos:
  - Skule Bårdsson
  - Sigurd Bårdsson (n. 1186)
  - Asulf Bårdsson (n. 1187)
  - Guttorm Bårdsson (n. 1188)
  - Ingeborg Bårdsdatter (1193 - 1240)